# Leonard Howell
Leonard Percival Howell (n. el 16 de junio de 1898 en la parroquia de Clarendon, Jamaica - m. en 1981 en Kingston, Jamaica), conocido como El Gong, GG Maragh (por Guru Gong ) o Gangunguru Maragh, término originalmente proveniente del hindi, que significa profesor de distinguida sabiduría y rey, fue un jamaiquino destacado por su religiosidad Rastafari.
Según su biógrafo Hélène Lee, Howell nació en una familia anglicana. Fue uno de los primeros predicadores del movimiento Rastafari (junto con Joseph Hibbert, Archibald Dunkley y Robert Hinds), y en ocasiones se le menciona como El Primer Rastafari.
Howell dejó su país natal en su juventud, viajando, entre otros lugares, a Nueva York, y regresó en 1932. Empezó a predicar en 1933 sobre lo que él consideraba el comienzo del fin de la diáspora africana -la coronación de Ras Tafari Makonnen, como el emperador Haile Selassie I de Etiopía-. Su predicación afirmó que Haile Selassie era el "Mesías regresado a la tierra", y publicó un libro titulado The Promise Key. La publicación de dicha obra motivó su arresto por las autoridades políticas, siendo juzgado por sedición y encarcelado durante dos años. Sin embargo, a pesar de esta represión, el movimiento rastafari continuó creciendo.
En los años siguientes, Howell entró en conflicto con la clase gobernante y dirigente de Jamaica: plantadores, sindicatos, iglesias establecidas, policía y autoridades coloniales, y fue detenido al parecer más de cincuenta veces. Formó una ciudad o comuna llamada Pinnacle, en la Parroquia de Santa Catalina, que se hizo famosa como lugar de reunión para los rastafaris.
A diferencia de muchos rastafaris de la actualidad, nunca Howell lucía rastas.

## La doctrina Rastafari de Howell
Howell expuso sus creencias y su doctrina en un libro, que llevaba por título The Promise Key, y que publicó bajo el seudónimo de G.G. Maragh. Algunas de los cuestiones que abordaba en la obra eran:
- Reconocimiento del emperador Haile Selassie I como el Ser Supremo y el único gobernante del pueblo negro.
- La dignidad de la raza negra
- La oposición a la maldad
- La venganza de Dios sobre los impíos por su iniquidad
- La condena de los instrumentos de negación, persecución y humillación empleados por el Gobierno y los oficiales del mundo de los malvados
- Preparación para regresar a África
- Repatriación a África de la población negra americana

La publicación de la obra le costó su encarcelamiento.